# Diocesi di Aitape
La diocesi di Aitape (in latino Dioecesis Aitapensis) è una sede della Chiesa cattolica in Papua Nuova Guinea suffraganea dell'arcidiocesi di Madang. Nel 2022 contava 166.100 battezzati su 219.000 abitanti. È retta dal vescovo Siby Mathew Peedikayil, H.G.N.

## Territorio
La diocesi si trova nella provincia di Sandaun, situata nella parte nord-occidentale della Papua Nuova Guinea.
Sede vescovile è la città di Aitape, dove si trova la cattedrale di Sant'Ignazio di Loyola.
Il territorio si estende su 18.200 km² ed è suddiviso in 26 parrocchie.

## Storia
La prefettura apostolica di Aitape fu eretta il 15 maggio 1952 con la bolla Ad latius prolatandam di papa Pio XII, ricavandone il territorio dal vicariato apostolico della Nuova Guinea Centrale (oggi diocesi di Wewak).
L'11 novembre 1956 la prefettura apostolica fu elevata a vicariato apostolico con la bolla Laetissimi semper dello stesso papa Pio XII.
Il 13 settembre 1963 cedette una porzione del suo territorio a vantaggio dell'erezione della prefettura apostolica di Vanimo (oggi diocesi).
Il 15 novembre 1966 il vicariato apostolico è stato elevato a diocesi con la bolla Laeta incrementa di papa Paolo VI.

## Cronotassi dei vescovi
Si omettono i periodi di sede vacante non superiori ai 2 anni o non storicamente accertati.
- Ignatius John Doggett, O.F.M. † (15 maggio 1952 - 6 giugno 1969 dimesso)
- William Kevin Rowell, O.F.M. † (15 dicembre 1969 - 10 ottobre 1986 deceduto)
- Brian James Barnes, O.F.M. † (3 ottobre 1987 - 14 giugno 1997 nominato arcivescovo di Port Moresby)
- Austen Robin Crapp, O.F.M. † (19 aprile 1999 - 5 marzo 2009 ritirato)
- Otto Separy (9 giugno 2009 - 16 luglio 2019 nominato vescovo di Bereina)[1]
- Siby Mathew Peedikayil, H.G.N., dal 13 maggio 2021

## Statistiche
La diocesi nel 2022 su una popolazione di 219.000 persone contava 166.100 battezzati, corrispondenti al 75,8% del totale.
| anno | popolazione | popolazione | popolazione | presbiteri | presbiteri | presbiteri | presbiteri                | diaconi | religiosi | religiosi | parrocchie |
| anno | battezzati  | totale      | %           | numero     | secolari   | regolari   | battezzati per presbitero | diaconi | uomini    | donne     | parrocchie |
| ---- | ----------- | ----------- | ----------- | ---------- | ---------- | ---------- | ------------------------- | ------- | --------- | --------- | ---------- |
| 1970 | 37.566      | 64.676      | 58,1        | 32         | 3          | 29         | 1.173                     |         | 46        | 40        |            |
| 1980 | 44.400      | 61.800      | 71,8        | 25         | 3          | 22         | 1.776                     |         | 34        | 51        | 24         |
| 1990 | 52.325      | 72.183      | 72,5        | 30         | 3          | 27         | 1.744                     |         | 52        | 62        | 24         |
| 1999 | 63.000      | 80.000      | 78,8        | 27         | 4          | 23         | 2.333                     |         | 50        | 45        | 20         |
| 2000 | 63.500      | 80.500      | 78,9        | 24         | 4          | 20         | 2.645                     |         | 42        | 62        | 17         |
| 2001 | 65.400      | 82.000      | 79,8        | 24         | 4          | 20         | 2.725                     |         | 42        | 66        | 17         |
| 2002 | 69.400      | 93.702      | 74,1        | 25         | 6          | 19         | 2.776                     |         | 47        | 67        | 17         |
| 2003 | 70.000      | 94.000      | 74,5        | 25         | 8          | 17         | 2.800                     |         | 43        | 68        | 17         |
| 2004 | 72.000      | 95.500      | 75,4        | 24         | 7          | 17         | 3.000                     |         | 40        | 63        | 17         |
| 2006 | 73.300      | 98.800      | 74,2        | 26         | 12         | 14         | 2.819                     |         | 31        | 71        | 23         |
| 2012 | 76.400      | 117.800     | 64,9        | 19         | 9          | 10         | 4.021                     |         | 40        | 55        | 22         |
| 2015 | 144.488     | 191.000     | 75,6        | 18         | 9          | 9          | 8.027                     |         | 41        | 30        | 21         |
| 2018 | 153.460     | 203.590     | 75,4        | 22         | 14         | 8          | 6.975                     |         | 23        | 27        | 21         |
| 2020 | 159.800     | 211.350     | 75,6        | 23         | 11         | 12         | 6.947                     |         | 32        | 35        | 26         |
| 2022 | 166.100     | 219.000     | 75,8        | 20         | 9          | 11         | 8.305                     |         | 24        | 29        | 26         |